# Cheminot
Cheminot é uma comuna francesa na região administrativa de Grande Leste, no departamento de Moselle. Estende-se por uma área de 11,5 km². Em 2010 a comuna tinha 788 habitantes (densidade: 68,5 hab./km²).